# El Kasalet
El Kasal Okupat i Autogestionat Joan Berney, conegut amb el nom del Kasalet, és un local ocupat de Terrassa situat al carrer Societat, número 4, un projecte d'espai social, autogestionat, assembleari i de lluita anticapitalista. Al llarg de la seva història ha estat seu de diversos col·lectius populars, com el CDR Terrassa, Rudes Rebels, Solidaritat Antirrepresiva de Terrassa i Terrassa Sense Murs.
El 2000 un grup de joves del col·lectiu Acció Autònoma i de l'Assemblea d'Okupes de Terrassa va okupar l'edifici, que duia més de deu anys en desús. L'empresa Solucions Químiques i Tècniques S.L. va formalitzar-ne la compra aquell any i, cinc anys més tard, va ser adquirit per la immobiliària Visolgran S.L. En el transcurs d'aquest temps, l'immoble va ser rehabilitat com a habitatge i va obrir-se posteriorment al públic com a Kasal Okupat i Autogestionat Joan Berney, nom que va prendre en homenatge a un activista social mort poc abans de la inauguració.
Després de més d'una dècada de relacions cordials entre l'empresa i els membres del Kasalet, Visolgran va iniciar el desembre de 2016 un procés judicial amb la formalització d'una denúncia. Un cop rebuda la citació judicial el 8 de febrer de 2017 per tal d'obrir un procediment per desallotjar l'habitatge, els membres del Kasalet van emprendre una campanya per evitar-ne el desallotjament, que “deixaria orfe a molts col·lectius”. El maig de 2018, un mes més tard d'haver declarat al jutjat de Terrassa i de la sentència que els obligava a abandonar l'edifici, van anunciar que hi presentarien un recurs en contra, alhora que asseguraven ser víctimes de l'especulació immobiliària després de divuit anys d'okupació de l'immoble.
El maig de 2022, encara en actiu, el Kasalet va inaugurar l'exposició "Memòria de les guerrilles llibertàries", en el centenari del naixement d'Antoni Téllez i Solà.